# Здоровье (национальный проект)
Национальный проект «Здоровье» — программа по повышению качества медицинской помощи, объявленная президентом Российской Федерации Владимиром Путиным, стартовавшая 1 января 2006 года в рамках реализации четырёх приоритетных национальных проектов.

## Основные направления
В рамках развития первичной медико-санитарной помощи предусмотрены мероприятия:
- подготовка и переподготовка врачей общей практики
- повышение размера оплаты труда медицинских работников первичного звена медицины.

С 1 января 2006 года врачам-терапевтам участковым, врачам-педиатрам участковым и врачам общей (семейной) практики дополнительно выплачивается 10 тыс. руб., медицинским сестрам, работающими с ними, — 5 тыс. руб.
С 1 июля 2006 года персонал Скорой медицинской помощи получает стимулирующие выплаты в размере: 5000 руб. для врачей, 3500 руб. для фельдшеров и 2500 руб. для медсестёр.
- укрепление материально-технической базы скорой медицинской помощи

В рамках обеспечения населения высокотехнологичной медицинской помощью запланировано:
- повышение качества и объема оказания высокотехнологичной медицинской помощи
- строительство новых медицинских центров и подготовка для них кадров (планируется строительство 15 федеральных медицинских центров).

### Федеральные центры высоких медицинских технологий
В рамках нацпроекта было предусмотрено строительство в России 14 федеральных центров высоких медицинских технологий в регионах, из них:
- семь по профилю «сердечно-сосудистая хирургия»
  - Федеральный центр сердечно-сосудистой хирургии (Астрахань)
  - Федеральный центр сердечно-сосудистой хирургии (Калининград)
  - Федеральный центр сердечно-сосудистой хирургии (Красноярск)
  - Федеральный центр сердечно-сосудистой хирургии (Пенза)
  - Федеральный центр сердечно-сосудистой хирургии (Пермь)
  - Федеральный центр сердечно-сосудистой хирургии (Хабаровск)
  - Федеральный центр сердечно-сосудистой хирургии (Челябинск)
- пять по профилю «травматология, ортопедия и эндопротезирование»
  - Федеральный центр травматологии, ортопедии и эндопротезирования (Барнаул)
  - Федеральный центр травматологии, ортопедии и эндопротезирования (Владивосток)
  - Федеральный центр травматологии, ортопедии и эндопротезирования (Краснодар)
  - Федеральный центр травматологии, ортопедии и эндопротезирования (Смоленск)
  - Федеральный центр травматологии, ортопедии и эндопротезирования (Чебоксары)
- два по профилю «нейрохирургия»
  - Федеральный центр нейрохирургии (Новосибирск) — открыт в 2012 году[2]
  - Федеральный центр нейрохирургии (Тюмень) — открыт в 2011 году[3]

Помимо региональных центров, в Москве был построен Федеральный научно-клинический центр детской гематологии, онкологии и иммунологии (открыт в 2011 году).

## Финансирование
В 2006 году на реализацию проекта из федерального бюджета и государственных внебюджетных фондов направлено 78,98 млрд руб. Кроме того, дополнительные средства были выделены субъектами РФ и муниципальными образованиями. В 2007 году предусмотрено выделение 131,3 млрд рублей.
На 2007—2009 годы запланированы расходы, связанные с реализацией проекта, в размере 346,3 млрд руб.
Сразу же после старта нацпроекта выяснилось, что при его разработке не было учтено финансирование нескольких важных статей расходов. Например, стимулирующие выплаты, получаемые медперсоналом, в противоречие ст. 139 Трудового кодекса не включили в средний заработок и, следовательно, эти выплаты не повлияли на размер «отпускных» и «больничных». В связи с этим в Министерство здравоохранения было направлено огромное количество обращений как от региональных руководителей здравоохранения, так и от рядовых сотрудников. Первым, кто добился справедливости по этому вопросу, стал терапевт Анатолий Попов из Владимирской области.
Гораздо тяжелее решался вопрос о так называемой «северной надбавке», которая является значительной частью зарплаты населения северных регионов. Эта надбавка должна распространяться на все виды заработка, вне зависимости от его источника, но ни в одном из бюджетов не было предусмотрено средств на эти цели. В ряде регионов после обращений медработников в суды задолженность по «северным надбавкам» на стимулирующие выплаты возмещается только тем, кто обращается за этим в суд. Органы здравоохранения продолжают с переменным успехом оспаривать решения судов, в соответствии с которыми работодателей обязали выплатить задолженность по «северной надбавке». Проблемы с финансированием продолжались в 2008 и 2009 году, часть расходов была переложена на плечи региональных, городских и даже муниципальных властей, что не способствовало достижению целей проекта.

## Итоги реализации
На начало июля 2007 года подготовку и переподготовку прошли 5834 врача (2939 по специальности «Терапия», 2298 — «Педиатрия» и 597 — «Общая врачебная практика»). В первом полугодии 2007 года более 150 тыс. медицинских работников (более 70 тыс. врачей и 79 тыс. медицинских сестер) получили дополнительные денежные выплаты на общую сумму более 6,6 млрд руб.
В регионы на начало июля 2007 года было поставлено 3267 единиц диагностического оборудования (512 комплектов лабораторного оборудования, 71 ультразвуковой аппарат, 788 рентгенологических аппаратов с 443 проявочными машинами, 438 единиц эндоскопического оборудования, 465 электрокардиографов и 550 фетальных мониторов). Планировалось, что в 2007 году современным диагностическим оборудованием будет оснащено 375 детских поликлиник.
С 2008 по 2011 год смертность от болезней системы кровообращения снизилась на 10,4%, от инсультов — на 15,1%, от инфарктов — на 1,3%. В 2010 году смертность от онкологических заболеваний снизилась на 0,9%, в 2011 — на 1%. Смертность от ДТП в регионах, реализующих программу, в 2010 году снизилась на 22,2%, в 2011 — на 5,8%.

## Нарушения в ходе реализации
Генеральная прокуратура и прокуратуры на местах регулярно рапортует о многочисленных нарушениях, связанных с реализацией проекта. Наиболее распространенные: несвоевременная оплата труда медработников, простой оборудования, неправомерное расходование бюджетных средств. В 2009—2010 годах Счётная палата в ходе аудиторской проверки Минздравсоцразвития, возглавляемого в то время Татьяной Голиковой, выявила также нарушения в ходе строительства федеральных центров высоких медицинских технологий, финансирование которых осуществлялось в рамках реализации нацпроекта «Здоровье».

## Критика
Несмотря на благие намерения кураторов национального проекта, существенно изменить ситуацию в здравоохранении не удалось. Некоторые эксперты называют нацпроект «Здоровье» провальным.
На поставленном оборудовании оказалось некому работать, расходные материалы быстро закончились, да и качество самого оборудования оставляет желать лучшего.
На фоне оптимистических отчётов министерства об успехах нацпроекта депутаты Государственной думы заявили, что положение с лекарственным обеспечением и кадровым составом медицинских учреждений оставляет желать много лучшего.
Из результатов журналистского расследования, проведенного сотрудниками информагентства Reuters, следует, что 48 млн долларов США из сметы проекта были потрачены на строительство дворца под Геленджиком, который считают собственностью Владимира Путина.